# Kiskeya baorucae
Kiskeya baorucae es una especie de insecto coleóptero de la familia Chrysomelidae. Fue descrita en 2006 por Konstantinov & Chamorro-Lacayo.